# Albert Counson
Albert Counson (* 8. März 1880 in Francorchamps, Stavelot; † 15. August 1933 in Lüttich) war ein belgischer Romanist.

## Leben und Werk
Counson war Schüler in Stavelot und Verviers und studierte in Lüttich bei Maurice Wilmotte und Godefroid Kurth. Er promovierte 1901 über Malherbe et ses sources (Lüttich 1904) und ging nach Paris, Florenz und Halle, wo er von 1902 bis 1907 bei Hermann Suchier Lektor war. Dann wurde er in Gent zuerst Chargé de cours, ab 1919 ordentlicher Professor (1924–1925 auch Dekan), publizierte aber nach 1914 nicht mehr streng fachlich. Seine Bewunderung Deutschlands litt unter dem Weltkrieg, seine Verherrlichung der französischen Sprache stieß in Gent zunehmend auf taube Ohren, und sein von der Aufklärung gespeister sozialutopischer Szientismus stand immer mehr im Widerspruch zur Weltentwicklung. Ab 1922 war er Mitglied der Académie royale de langue et de littérature françaises de Belgique. Der familienlos lebende Counson starb mit 53 Jahren an einem Gehirntumor. Er hinterließ eine Bibliothek von 15 000 Bänden.

### Prix Albert Counson
Seit 1940 vergibt die Académie royale de langue et de littérature françaises de Belgique alle fünf Jahre den romanistisch orientierten Prix Albert Counson (bisherige Preisträger: Maurice Wilmotte, Louis Remacle, Gustave Charlier, Fernand Desonay, Julia Bastin, Joseph Hanse, Maurice Grevisse, Emilie Noulet, Maurice Piron, Roland Mortier, Albert Henry, Raymond Trousson, Roland Beyen, Jacques Marx, André Goosse).

## Weitere Werke
- (Übersetzer aus dem Altfranzösischen) Aucassin et Nicolette. Texte critique accompagné de paradigmes et d’un lexique, 5e édition, traduite en français, hrsg. von Hermann Suchier, Paderborn 1903
- Dante en France, Paris 1906
- Mélanges d’histoire littéraire, Louvain 1909–1910
- La Pensée romane. Essai sur l’esprit des littératures dans les nations latines, Louvain 1911
- Les Paroles littéraires de la langue française. Etude de linguistique littéraire, in: Germanisch-romanische Monatsschrift 5, 1913, S. 155–214
- De Babel à Paris ou L’universalité de la langue française, Brüssel 1925
- La Civilisation. Action de la science sur la loi, Paris 1929